# Neurothemis
Neurothemis là một chi chuồn chuồn ngô thuộc họ Libellulidae. Đa phần các loài Neurothemis đều có màu đỏ.
Chi này có các loài sau:
- Neurothemis decora (Kaup in Brauer, 1866)
- Neurothemis disparilis Kirby, 1889
- Neurothemis feralis (Burmeister, 1839)
- Neurothemis fluctuans (Fabricius, 1793)
- Neurothemis fulvia (Drury, 1773) - Fulvous Forest Skimmer[2]
- Neurothemis intermedia (Rambur, 1842)
- Neurothemis luctuosa Lieftinck, 1942
- Neurothemis nesaea Ris, 1911
- Neurothemis oligoneura Brauer, 1867 - Spotted Grasshawk[3]
- Neurothemis ramburii (Kaup in Brauer, 1866)
- Neurothemis stigmatizans (Fabricius, 1775) - Painted Grasshawk[3]
- Neurothemis terminata Ris, 1911
- Neurothemis tullia (Drury, 1773) - Pied Paddy Skimmer[2]

## Hình ảnh

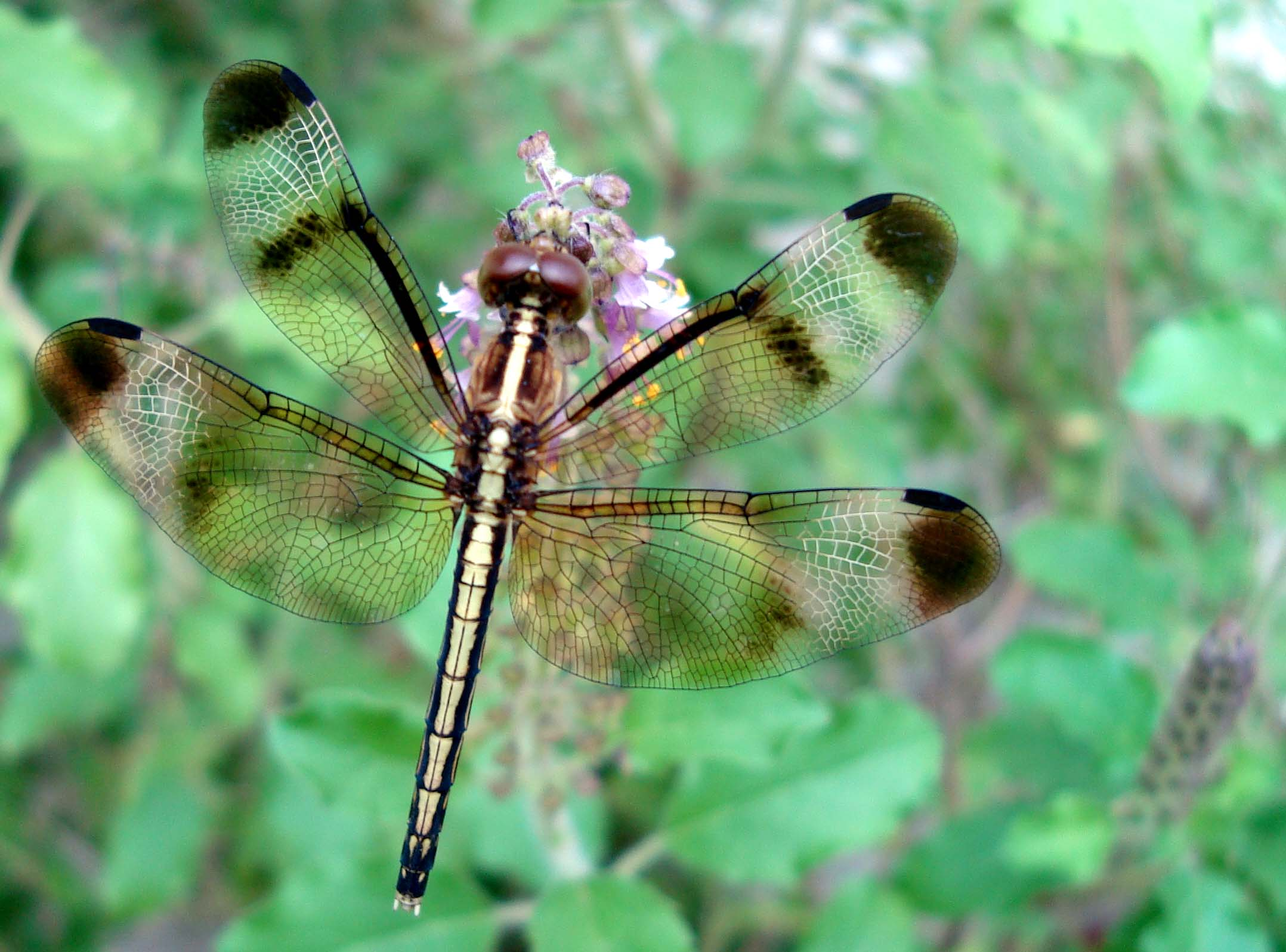
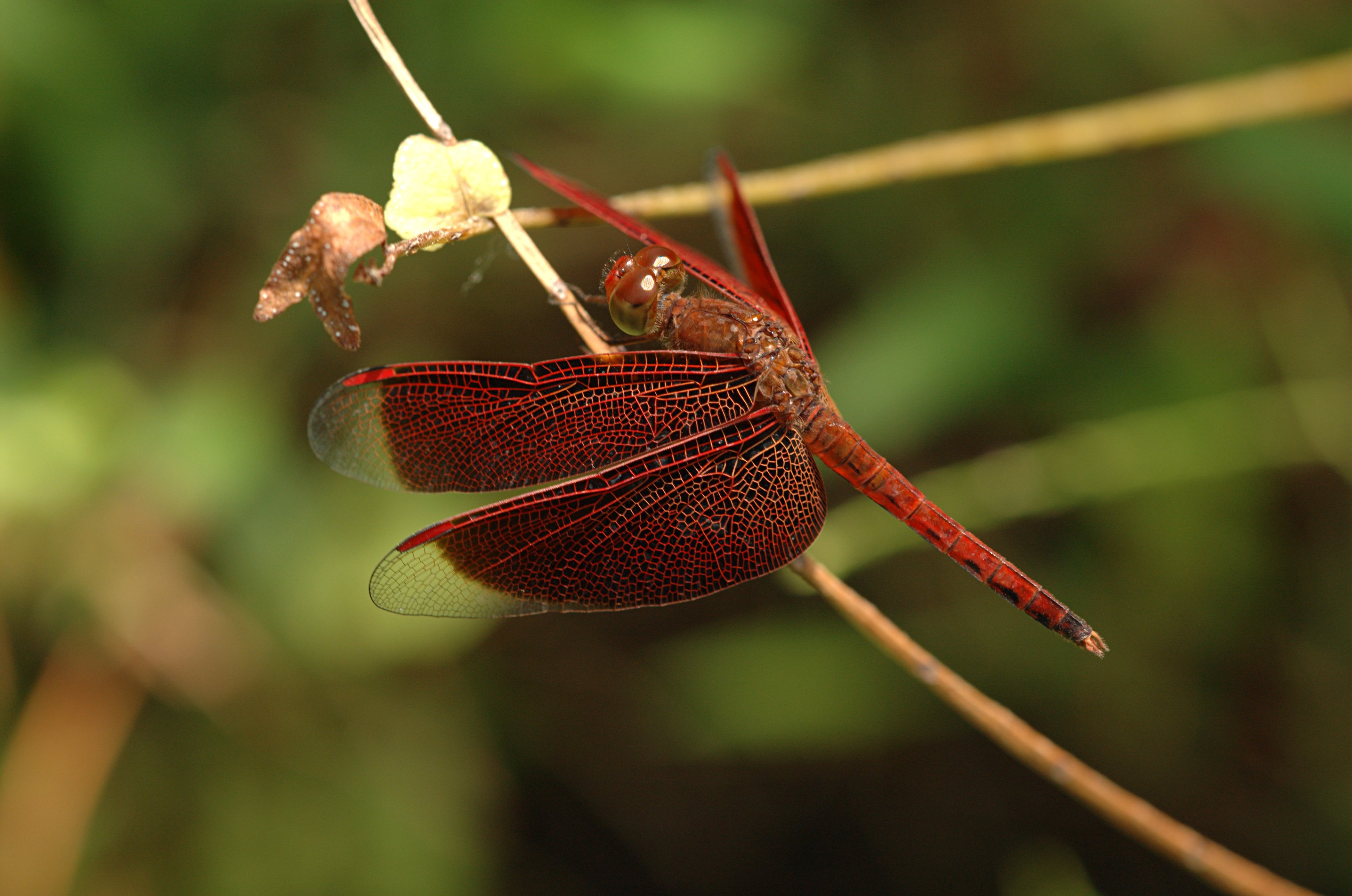